# Muralla de Benissanó
La Muralla de Benissanó es troba a la localitat del mateix nom, a la comarca del Camp de Túria de la província de València.
Per diferents punts de la població poden observar nombroses restes de les muralles que defensaven la vila, i la construcció va ser molt anterior a la del castell, ja que es van aixecar entre els segless xiii i xiv, el castell es dataria al segle xv. Reforçades per torres, formaven un recinte més o menys circular que naixia de dues de les torres angulars de la fortalesa.

## Descripció
Formava un recinte més o menys circular que naixia de dues de les torres angulars de la fortalesa. Els trams més ben conservats es troben precisament en les proximitats del castell. També en molt bon estat es troben tres portals en el nucli urbà del poble, són coneguts com a Portal de Llíria (annex al recinte del castell), de Bétera i de València, per les poblacions els camins arribaven a cadascuna d'ells. Tots ells estan oberts en torres i mostren arcs de mig punt per la part exterior, i escarsers per la part interior per albergar les fulles de les portes, avui desaparegudes. També es pot veure, pràcticament íntegra, una de les torres quadrades que formaven part de l'estructura defensiva de la muralla, al carrer Llimoner n º 22, en les proximitats del Portal de València.

## Història
Benissanó era una antiga alqueria musulmana que, un cop conquerida, el rei  Pere III d'Aragó va donar l'any 1277 a Joan de Pròxita. Fins a finals del segle xv va dependre de Llíria, i ambdues localitats van mantenir nombrosos litigis que van desembocar en conflictes armats en els anys 1408 i 1576. Durant el segle xv ostentà la seva propietat la família Vilarrasa de Cavanilles, entre els membres de les quals hi havia governadors i virreis de València. L'any 1526 la seva població morisca es va revoltar, fent-se forts a l'interior del recinte emmurallat.
La muralla descrivia un recinte circular unit per un dels seus extrems al castell, el qual li donava protecció. No obstant això, les muralles són anteriors al castell, ja que es daten en els segle XIII i xiv i el castell al segle xv. Sembla provat que el  castell es va edificar sobre una antiga alqueria musulmana de la qual seria part integrant el recinte emmurallat que encara persisteix. La muralla està reforçada amb cubs almenys en els seus vèrtexs.